# Церковь саентологии и Википедия
Редактирование Википедии членами Церкви саентологии — серия правок статей английского раздела Википедии на тему саентологии, приведших к блокировке IP-диапазонов, принадлежащих Церкви саентологии.
Основанием для санкций, наложенным Арбитражным комитетом Википедии, послужило систематическое нарушение правил Википедии, запрещающих любые правки в собственных интересах, включая продвижение политических, философских, религиозных, идеологических взглядов.
Корни конфликта следует искать в натянутых взаимоотношениях Церкви саентологии и Интернета, когда Церковь саентологии была обвинена в попытках цензурировать критические материалы о себе из сети Интернет. Сам же спор между приверженцами саентологии и участниками Википедии, среди которых также были известные критики саентологии, начался ещё в 2006 году, вместе с появлением самой статьи о саентологии.
В 2007 году американский хакер Вирджил Грифитт публично обнародовал данные, из которых следовало, что статьи, посвящённые саентологической тематике в Википедии, правились с адресов, принадлежащих саентологам. CBS News и The Independent опубликовали статьи, из которых следовало, что в этих правках были попытки удалить критику из статей, связанных с саентологией. Помимо этого, СМИ отмечали, что среди правок также были попытки множественного размещения ссылок на саентологические ресурсы в статьях Википедии, а также скрытие связей разных организаций с Церковью саентологии.
В январе 2009 года The Register сообщил о иске в арбитражный комитет Википедии, в котором разбиралась ситуация со статьями саентологической тематики. Арбитражный комитет Википедии состоит из группы добровольцев, выбираемых голосованием простых пользователей, и призван решать сложные конфликты, возникающие на сайте. В ходе рассмотрения дела администраторы представили доказательства, что контролируемые саентологами компьютеры были использованы для ряда правок в этих статьях. Один из данных пользователей прямо признал свою связь с Церковью саентологии и заявил, что правки будут продолжаться. В мае 2009 года Арбитражный комитет решил ограничить редактирование с IP-адресов саентологических организаций, чтобы не допустить корыстных правок в проекте.

## Новости
- AGK and Ragesoss (1 июня 2009). End of Scientology arbitration brings blocks, media coverage. The Wikipedia Signpost. en.wikipedia.org. Дата обращения: 24 августа 2010.
- Wikipedia Arbitration Committee (28 мая 2009). Wikipedia:Requests for arbitration/Scientology. Wikipedia. en.wikipedia.org. Дата обращения: 24 августа 2010.
- Gardner, Sue (Июнь 2009). Foundation report to the Board, June 2009. Wikimedia Meta-Wiki. Wikimedia Foundation. Дата обращения: 24 августа 2010.